# Сікори-Войцеховента
Сікори-Войцеховента (пол. Sikory-Wojciechowięta) — село в Польщі, у гміні Кобилін-Божими Високомазовецького повіту Підляського воєводства. Населення — 49 осіб (2011).
У 1975-1998 роках село належало до Ломжинського воєводства.

## Демографія
Демографічна структура станом на 31 березня 2011 року:
|          | Загалом | Допрацездатний вік | Працездатний вік | Постпрацездатний вік |
| -------- | ------- | ------------------ | ---------------- | -------------------- |
| Чоловіки | 25      | 5                  | 18               | 2                    |
| Жінки    | 24      | 7                  | 11               | 6                    |
| Разом    | 49      | 12                 | 29               | 8                    |